# Педер Альс
Педер Альс (дан. Peder Als; 16 травня 1725 — 8 липня 1776) — данський художник-портретист.

## Біографія
Педер Альс народився в Копенгагені у 1725 році. Навчався образотворчому мистецтву у Карла Густава Піло. У 1743 році його картину на біблійну тематику купив король Данії.
Відвідував Данську королівську академії витончених мистецтв. Став відомим після серії портретів лицарів Ордена Данеброг. У 1757-62 роках навчався у Парижі та Римі. У 1764 році став членом, а у 1766 році професором Данської королівської академії витончених мистецтв.